# 잇샤역
잇샤역(일사역, 일본어: 一社駅, いっしゃえき)은 일본 아이치현 나고야시 메이토구에 위치한 철도역이다.

## 타는 곳
상대식 승강장 2면 2선 지하역. 출입구는 2개소. 당역에는 중앙광장이 없고, 각 출입구에 개찰이 있다. 2번 출입구에 버스터미널을 병설한다. 각 개찰구와 홈과는 선로 아래를 지나는 통로에서 연결되고 있다. 엘리베이터는 각 홈과 2번 출입구에 연결되고 있다.
| 1 | ■ 히가시야마 선 | 후지가오카 방면             |
| 2 | ■ 히가시야마 선 | 사카에·나고야·다카바타 방면 |

## 역사
- 1969년 4월 1일: 영업 개시.

## 사진

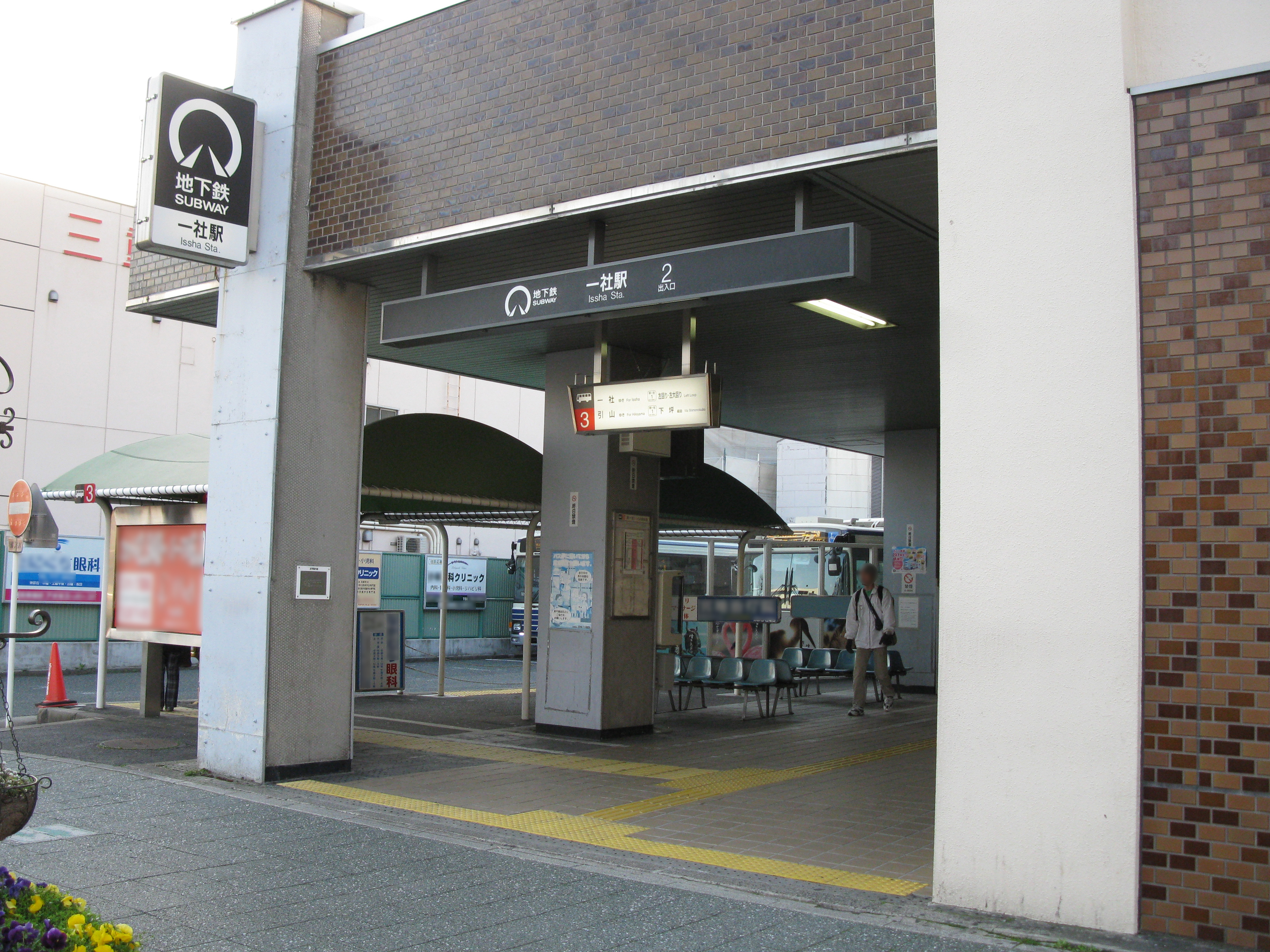
2번 출입구

## 인접역
| 나고야 지하철 ■ 히가시야마 선 | 나고야 지하철 ■ 히가시야마 선 | 나고야 지하철 ■ 히가시야마 선   |
| ----------------------------- | ----------------------------- | ------------------------------- |
| H 18 호시가오카 다카바타 방면 |                               | H 20 가미야시로 후지가오카 방면 |